# الشعبين (القبيطة)

تعديل مصدري - تعديل

الشعبين هي إحدى قرى عزلة الهجر هدلان بمديرية القبيطة التابعة لمحافظة لحج، بلغ تعداد سكانها 346 نسمة حسب تعداد اليمن لعام 2004.